# El Baúl (paroisse civile)
Pour les articles homonymes, voir El Baul.
El Baúl est l'une des deux paroisses civiles de la municipalité de Girardot dans l'État de Cojedes au Venezuela. Sa capitale est El Baúl, chef-lieu de la municipalité.

## Géographie

### Démographie
Hormis sa capitale El Baúl, la paroisse civile possède plusieurs localités :
- El Baúl
- Garabato
- La Portuguesa